# Cyclostrema cingulatum
Cyclostrema cingulatum is een slakkensoort uit de familie van de Liotiidae. De wetenschappelijke naam van de soort is voor het eerst geldig gepubliceerd in 1852 door Philippi.